# Gugheorites
Gugheorites is een geslacht van kevers uit de familie van de loopkevers (Carabidae). De wetenschappelijke naam van het geslacht is voor het eerst geldig gepubliceerd in 1951 door Basilewsky.

## Soorten
Het geslacht Gugheorites is monotypisch en omvat slechts de volgende soort:
- Gugheorites scotti Basilewsky, 1951